# Équipe du Botswana masculine de volley-ball
Cet article traite de l'équipe masculine. Pour l'équipe féminine, voir Équipe du Botswana féminine de volley-ball.
L'équipe du Botswana de volley-ball est composée des meilleurs joueurs botswanais sélectionnés par la Botswana Volleyball Federation (BVF). Elle ne figure pas dans le classement de la Fédération internationale de volley-ball au 1er octobre 2018.

## Sélection actuelle
Sélection pour les qualifications au championnat du monde 2010.
Entraîneur : Carlos Orta Fellove ; entraîneur-adjoint : Selebatso Mabuth  Botswana

## Palmarès et parcours

### Parcours

#### Jeux Olympiques
N'a jamais participé.

#### Championnats du monde
N'a jamais participé.

#### Ligue mondiale
N'a jamais participé.

#### Coupe du monde
N'a jamais participé.

#### World Grand Champions Cup
N'a jamais participé.

#### Championnat d'Afrique
| - 1967 : non participant - 1971 : non participant - 1976 : non participant - 1979 : non participant - 1983 : non participant - 1987 : non participant - 1989 : non participant | - 1991 : non participant - 1993 : 10e - 1995 : non participant - 1997 : 8e - 1999 : non participant - 2001 : non participant - 2003 : non participant | - 2005 : 9e - 2007 : 7e - 2009 : 8e - 2011 : 8e - 2013 : non participant - 2015 : 7e - 2017 : 11e |